# Oliver Heldens
Oliver Heldens (ur. 1 lutego 1995 w Rotterdamie) – holenderski producent muzyczny.
Urodził się w Rotterdamie w Holandii. Jego utwór, „Gecko”, zwrócił uwagę znanego producenta Tiësto, z którego wytwórnią podpisał kontrakt.

## Kariera
Heldens rozpoczął profesjonalną karierę muzyczną, kiedy podpisał kontrakt Spinnin’ Records w roku 2013. Jego pierwsze wydania „Stinger” i „Thumper” zrobił wspólnie z DJ-em Jacobem van Hage'em. Kolejny utwór – „Panther” został wydany ze współpracą z Robbym Eastem, który został wydany pod etykietą Oxygen 2 grudnia 2013 r. Singiel „Gecko” zadebiutował tego samego miesiąca w wytwórni Musical Freedom i wspiął się na pierwszą pozycję 'DMC Magazine Buzz Chart’ i został nazwany „Essential New Tune” przez BBC Pete Tong 31 stycznia 2014 r.
Heldens wydał remix utworu „Feel Good” Robina Thicke’a. W 2014 r. rozpoczął wyjazdy na letnie festiwale, prowadził imprezy w znanych miejscach, m.in.: EDC, Amnesia Ibiza, Tomorrowland, Coachella, Creamfields, Electric Zoo Festival, Ultra Music Festival i Stereosonic.
Heldens w lipcu 2017, 2018, 2019 i 2022 wystąpił podczas Sunrise Festival w Kołobrzegu.

## Dyskografia

### Pełne utwory
| Tytuł                                   | Detale                                                                             |
| --------------------------------------- | ---------------------------------------------------------------------------------- |
| Oliver Heldens – Last All Night (Koala) | - Wydany: 7 grudnia 2014 - Wytwórnia: FFRR - Format: Digital download              |
| Oliver Heldens – Koala                  | - Wydany: 4 sierpnia 2014 - Wytwórnia: Spinnin’ Records - Format: Digital download |
| Oliver Heldens – Gecko                  | - Wydany: 30 grudnia 2013 - Wytwórnia: Musical Freedom - Format: Digital download  |

### Single
| Rok  | Tytuł                                         | Pozycja Peak chart | Pozycja Peak chart | Pozycja Peak chart | Pozycja Peak chart | Pozycja Peak chart | Pozycja Peak chart |
| Rok  | Tytuł                                         | NL                 | BEL (Vl)           | FRA                | SWE                | SWI                | UK                 |
| ---- | --------------------------------------------- | ------------------ | ------------------ | ------------------ | ------------------ | ------------------ | ------------------ |
| 2013 | „Stinger”                                     | –                  | –                  | –                  | –                  | –                  | –                  |
| 2013 | „Juggernaut”                                  | –                  | –                  | –                  | –                  | –                  | –                  |
| 2013 | „Striker”                                     | –                  | –                  | –                  | –                  | –                  | –                  |
| 2013 | „Triumph” (z Julian Calor)                    | –                  | –                  | –                  | –                  | –                  | –                  |
| 2013 | „Buzzer”                                      | –                  | –                  | –                  | –                  | –                  | –                  |
| 2013 | „Onyva” (wspólnie z Alvar & Millas)           | –                  | –                  | –                  | –                  | –                  | –                  |
| 2013 | „Javelin” (z Martin Mayne)                    | –                  | –                  | –                  | –                  | –                  | –                  |
| 2013 | „Panther” (z Robby East)                      | –                  | –                  | –                  | –                  | –                  | –                  |
| 2014 | „Gecko”                                       | 32                 | 46                 | 73                 | –                  | –                  | –                  |
| 2014 | „Gecko (Overdrive)” (wspólnie z Becky Hill)   | 58                 | –                  | –                  | 55                 | 23                 | 1                  |
| 2014 | „Koala”                                       | 23                 | 33                 | –                  | –                  | –                  | –                  |
| 2014 | „Dance” (z Josec & Rafa)                      | –                  | –                  | –                  | –                  | –                  | –                  |
| 2014 | „THIS” (z Sander van Doorn)                   | –                  | –                  | –                  | –                  | –                  | –                  |
| 2014 | „Pikachu (z Mr. Belt & Wezol)                 | –                  | –                  | –                  | –                  | –                  | –                  |
| 2014 | „Last All Night (Koala)” (featuring KStewart) | –                  | –                  | –                  | –                  | –                  | 3                  |
| 2015 | „You Know” (wspólnie z Zeds Dead)             | –                  | –                  | –                  | –                  | –                  | –                  |
| 2015 | „Melody”                                      | –                  | –                  | –                  | –                  | –                  | –                  |

### Remiksy
| Rok  | Tytuł                   | Artysta                            |
| ---- | ----------------------- | ---------------------------------- |
| 2013 | „Animals”               | Martin Garrix                      |
| 2014 | „Feel Good”             | Robin Thicke                       |
| 2014 | „Latch”                 | Disclosure                         |
| 2014 | „A Sky Full of Stars”   | Coldplay                           |
| 2014 | „Can’t Stop Playing”    | Dr. Kucho! & Gregor Salto          |
| 2014 | „A Lot Like Love”       | The Voyagers                       |
| 2014 | „Light Years Away”      | Tiësto (z DBX)                     |
| 2015 | „Return of the Mack”    | Lady Bee (z Rochelle)              |
| 2015 | „Outside“               | Calvin Harris feat. Ellie Goulding |
| 2016 | „Me, Myself and I”      | G-Eazy feat. Bebe Rexha            |
| 2017 | „Chained To The Rhythm” | Katy Perry                         |
| 2017 | „Superfresh”            | Jamiroquai                         |
| 2017 | „The Journey”           | Aevion                             |
| 2017 | „Attention”             | Charlie Puth                       |

### Utwory bez nazwy, bądź jeszcze niewydane
Don Diablo & Oliver Heldens – ID
Oliver Heldens - Take your friends

### Utwory, które niedawno zostały wydane
| Rok  | Tytuł                      | Artysta                         |
| ---- | -------------------------- | ------------------------------- |
| 2016 | Space sheep                | Oliver Heldens & Chocolate Puma |
| 2016 | Flamingo                   | Oliver Heldens                  |
| 2016 | Good Life                  | Oliver Heldens & Ida Corr       |
| 2017 | I Don't Wanna Go Home      | Oliver Heldens                  |
| 2017 | Ibiza 77 (Can You Feel It) | Oliver Heldens                  |